# Sun King
Sun King è un brano dei Beatles, scritto da John Lennon e accreditato anche a McCartney, pubblicato nell'album Abbey Road, del medley.

## Descrizione

### Composizione
Lennon afferma che l'ispirazione per il brano gli è venuta in un sogno, mentre George Harrison afferma che proviene dal brano strumentale Albatross dei Fleetwood Mac, ma che alla fine i brani non si assomigliano. La seconda strofa è un mix di parole in spagnolo, di cui McCartney conosceva qualche parola dai tempi della scuola, italiano e portoghese; contiene inoltre un'espressione tipica di Liverpool, chicka ferdi. Lo spagnolo era stato già utilizzato in un brano, Los Paranoias, che venne suonato durante le sessioni di registrazione di I Will, e che in seguito venne pubblicato sull'Anthology 3. Il titolo originale era Here Comes The Sun King, ma, per evitare confusione con Here Comes the Sun, lo si abbreviò.

### Registrazione
La lavorazione al brano iniziò il 24 luglio 1969; nello Studio 2 degli Abbey Road Studios vennero registrati 35 nastri della base ritmica del brano e di Mean Mr. Mustard, che venne registrato attaccato a Sun King. La formazione era l'abituale dei Beatles, con Lennon alla chitarra ritmica, Harrison alla chitarra solista, McCartney al basso e Starr alla batteria. Il nastro scelto per le sovraincisioni fu il trentacinquesimo.
L'indomani vennero sovraincisi la voce, il pianoforte e l'organo. Il 29 luglio vennero nuovamente sovraincisi la voce, il pianoforte, l'organo e le percussioni. Il 5 agosto vennero aggiunti gli effetti sonori, preparati da McCartney, per unire Sun King con la precedente You Never Give Me Your Money.

### La versione diLove
Sun King compare due volte su Love; una volta come Gnik Nus, con parti della canzone al contrario; la seconda volta appare l'intro di chitarra nella coda di Octopus's Garden.

## Formazione

### Versione dei Beatles
- John Lennon: voce, chitarra (attraverso un altoparlante Leslie), maracas
- Paul McCartney: voce, basso elettrico, tape loops
- George Harrison: voce, chitarra con tremolo
- Ringo Starr: batteria, tamburello, bongo
- George Martin: Organo Lowrey

Martin suonava un organo Lowrey; non tutte le fonti riportano i bongo.

### Versione dei Bee Gees
- Barry Gibb: voce
- Robin Gibb: voce
- Maurice Gibb: voce
- Nicky Hopkins: pianoforte
- Les Hurdle: basso elettrico
- Barry Morgan: batteria
- Ronnie Verrell: batteria